# Rio Ghişag
O Rio Ghişag é um rio da Romênia, afluente do Cugir, localizado no distrito de Alba.